# 齊藤五郎右エ門
齊藤 五郎右エ門（さいとう ごろうえもん、1921年（大正10年）3月17日 - 2010年（平成22年）6月24日）は、日本の政治家。
福井県の旧芦原町（現あわら市）の町長（1975年4月 - 1991年4月、在任4期）、福井県教育委員長を歴任。

## 来歴
1940年（昭和15年）3月、福井師範学校卒業。同4月、芦原町波松小学校訓導。
芦原町役場 総務課長、福祉課長、行政課長などを経て、1975年（昭和50年）4月28日、芦原町長に就任。以降、町長を4期務める。
1991年（平成3年）4月27日、芦原町長を退職。
1993年（平成5年）1月、福井県教育委員。以降、県教育委員を2期務め、うち1995年〜1998年は教育委員長に就任。
2001年（平成13年）1月、福井県教育委員を退職。
2010年（平成22年）6月24日、老衰のため死去。89歳没。